# Bathyergus janetta
Espèce
Statut de conservation UICN

 LC  : Préoccupation mineure
Bathyergus janetta est une espèce de mammifère rongeur de la famille des Bathyergidae. Ce rat-taupe vit en Namibie et en Afrique du Sud.
L'espèce a été décrite pour la première fois en 1904 par le zoologiste français Michael Rogers Oldfield Thomas (1858-1929) et Harold Schwann.